# Rifugio Barbara Lowrie
Il rifugio Barbara Lowrie, spesso indicato semplicemente come rifugio Barbara, è un rifugio situato nel comune di Bobbio Pellice (TO), in Val Pellice, nelle Alpi Cozie, a 1753 m s.l.m..

## Storia
L'edificio che ospita il rifugio fu fatto costruire nel 1928 da Walter e Barbara Lowrie, una coppia canadese, come casa di caccia. Poco tempo dopo, la coppia lo donò alla sezione Val Pellice del CAI-UGET, che provvide a trasformarlo in un rifugio. L'inaugurazione del rifugio vero e proprio si ebbe nel 1931, ed il rifugio è attivo da allora.

## Caratteristiche e informazioni
Si trova in località  Pis della Rossa nella valle dei Carboneri, valle laterale della val Pellice.
Il rifugio è dotato di impianto elettrico, telefono pubblico e di emergenza, servizi igienici e doccia calda. Offre servizio bar, ristorante ed alberghetto. Dispone di 29 posti letto (che possono in caso di necessità essere portati fino a 40), in camerette da 2/3 posti ed in camerata comune.
È anche posto tappa GTA.

## Accessi
Dopo l'abitato di Villar Pellice e prima di quello di Bobbio Pellice si prende sulla sinistra la Valle Carboneri e la si segue fino al parcheggio in prossimità del rifugio.
La strada, in asfalto un po' rugoso e dalla carreggiata piuttosto stretta, è molto ambita dai cicloamatori, essendo una salita assai impegnativa: lunga 9,3 km, ha un dislivello di 1.045 m con una pendenza media dell'11,2%, che risulta del 12,5% se riferita ai 6 km finali.

## Cronoscalata del Barbara
Nell'anno 2007
 l'UISP Piemonte ha inserito la salita nel calendario ufficiale col nome Cronoscalata del Barbara, come prova del Trofeo Alpi Cozie. Il record di ascesa è di 40'08”, registrato da Castellino Pietro nell'edizione 2013.
L'elenco dei ciclisti giunti per primi al rifugio:
| Anno | Tempo  | Nome               | Nazione |
| ---- | ------ | ------------------ | ------- |
| 2007 | 41'46" | Bonato Wilhelm     | Italia  |
| 2008 | 44'17" | Dogliotti Enrico   | Italia  |
| 2009 | 40'28" | Tomaino Tommaso    | Italia  |
| 2010 | 42'01" | Tomaino Tommaso    | Italia  |
| 2011 | 41'29" | Anderlini Giuliano | Italia  |
| 2012 | 40'58" | Tomaino Tommaso    | Italia  |
| 2013 | 40'08" | Castellino Pietro  | Italia  |

## Ascensioni
- Monte Granero - 3170 m
- Monte Manzol - 2933 m
- Punta Sea Bianca - 2721 m

## Traversate
- Rifugio Willy Jervis - 1732 m - nella Conca del Pra in Val Pellice
- Rifugio Battaglione Alpini Monte Granero - 2377 m - in Val Pellice
- Rifugio Lago Verde - 2583 m - in Valle Germanasca
- Pian del Re - 2020 m - in Valle Po

## Altre attività
Oltre ad offrire numerose opportunità escursionistiche ed alpinistiche, il Rifugio offre anche la possibilità di praticare il bouldering nelle sue vicinanze.
Dal rifugio è possibile arrivare in breve tempo al giardino botanico alpino Bruno Peyronel, situato in prossimità del Colle Barant.